# Serra Negra (kommunhuvudort)
Serra Negra är en kommunhuvudort i Brasilien.   Den ligger i kommunen Serra Negra och delstaten São Paulo, i den sydöstra delen av landet, 800 km söder om huvudstaden Brasília. Serra Negra ligger 937 meter över havet och antalet invånare är 22 632.
Terrängen runt Serra Negra är lite kuperad. Närmaste större samhälle är Amparo, 11,8 km sydväst om Serra Negra.
Omgivningarna runt Serra Negra är en mosaik av jordbruksmark och naturlig växtlighet. Runt Serra Negra är det ganska tätbefolkat, med 104 invånare per kvadratkilometer.